# Oxalis floribunda
Oxalis floribunda är en harsyreväxtart. Oxalis floribunda ingår i släktet oxalisar, och familjen harsyreväxter.

## Underarter
Arten delas in i följande underarter:
- O. f. floribunda
- O. f. ostenii